# Vardehus
Vardehus er en nu fuldstændigt forsvundet borg fra middelalderen i Varde nord for Esbjerg. Fæstningen var anlagt ved Varde Å vest for byen for at beskytte byen fra søsiden. To voldsteder, som lå på begge sider af åen, betegnes i Resens Atlas som slottets skanser og omtales også i Danske Atlas, men er senere forsvundne. Borgbanken hæver sig 5 m over det omgivende terræn og måler ca 47 x 35 m, og den har en 8 m bred voldgrav.
Ifølge en præsteindberetning fra 1638 blev borgen ødelagt den 2. april 1439 under et bondeoprør.